# Distretto di Shanshang
Il distretto di Shanshang (山上區S, Shānshàng QūP) è un distretto della municipalità di Tainan, situata a Taiwan.